# Datation hafnium-tungstène

La datation hafnium-tungstène est une méthode de datation radiométrique exploitant la désintégration radioactive de l'hafnium 182 (182
72Hf) en tungstène 182 (182
74W). Sa demi-vie étant de 8,9 ± 0,1 Ma, l'hafnium 182 est un radionucléide éteint. On emploie cette méthode de datation pour étudier le Système solaire primitif, les deux éléments s'étant séparés partiellement lors de la différenciation des planètes et des corps parents des météorites (l'hafnium est lithophile tandis que le tungstène est modérément sidérophile),.
L'utilisation du système hafnium-tungstène comme chronomètre pour l'histoire primitive du Système solaire est suggérée dans les années 1980 mais n'est largement utilisée qu'au milieu des années 1990, grâce au développement de l'ICP-MS multi-collecteurs,.

## Principe
L'hafnium 182 se désintègre en deux étapes :
182
72Hf → 182
73Ta + 0
−1e + 0
0νe    (t½ = 8,9 Ma)
182
73Ta → 182
74W + 0
−1e + 0
0νe    (t½ = 114 j)
La seconde désintégration étant beaucoup plus rapide que la première, tout se passe en pratique comme si l'hafnium 182 se désintégrait directement en tungstène 182, avec une demi-vie de 8,9 millions d'années.
Comme la demi-vie de 8,9 Ma est faible devant l'âge du Système solaire (4,6 Ga) et qu'il n'y a pas dans le Système solaire de processus naturel produisant de l'hafnium 182, il n'y en a plus (radioactivité éteinte). Comme il y en avait lors de la formation du Système solaire (produit peu auparavant par l'explosion d'une supernova), il en reste la trace sous la forme d'un enrichissement en tungstène 182 : on peut établir une chronologie relative des premiers matériaux condensés dans la nébuleuse solaire en mesurant le rapport isotopique 182W/AW où AW désigne un autre isotope stable du tungstène, non radiogénique.
L'emploi de cette méthode se heurte cependant à un problème : l'abondance relative du tungstène 182 n'est pas affectée que par la décroissance de l'hafnium 182, elle l'est aussi par les processus nucléosynthétiques à l'origine des matériaux de la nébuleuse solaire  (dont on sait aujourd'hui qu'elle n'était pas tout à fait homogène en termes de produits des différents processus) ainsi que par les réactions nucléaires provoquées par les rayons cosmiques. L'influence des différents processus nucléosynthétiques peut être corrigée grâce à l'existence de cinq isotopes stables (ou quasi stables) du tungstène : 182W, 183W, 184W et 186W sont produits par les processus r et s, tandis que 180W n'est produit que par le processus p. La contribution variable des processus r et s se traduit par des variations corrélées des rapports 182W/184W et 183W/184W : le rapport 183W/184W peut être utilisé pour corriger le rapport 182W/184W de ces contributions variables. L'influence des rayons cosmiques est plus difficile à corriger parce qu'elle affecte bien plus l'abondance du tungstène 182 que celles des autres isotopes. Leurs effets peuvent cependant être estimés en examinant d'autres systèmes isotopiques tels que ceux du platine, de l'osmium ou de l'hafnium, voire supprimés en prélevant des échantillons de l'intérieur des météorites, qui n'ont pas été exposés aux rayons cosmiques (ce qui n'est possible, toutefois, que pour les grosses météorites).
Les données isotopiques du tungstène sont généralement exprimées en termes de ε(182W) et ε(183W), qui représentent les écarts relatifs des rapports 182W/184W et 183W/184W par rapport aux normes terrestres, en parties pour 10 000,. La Terre étant différenciée, la croûte et le manteau terrestres sont enrichis en tungstène 182 par rapport à la composition initiale du Système solaire. Dans les météorites indifférenciées on mesure ε(182W) = −1,9 ± 0,1, ce qu'on extrapole à ε0(182W) = −3,45 ± 0,25 pour sa valeur initiale dans le Système solaire. Comme l'hafnium et le tungstène se séparent partiellement lors de la différenciation planétaire, la mesure de ε(182W) dans les météorites différenciées permet de dater la différenciation.

## Datation de la formation des noyaux planétaires

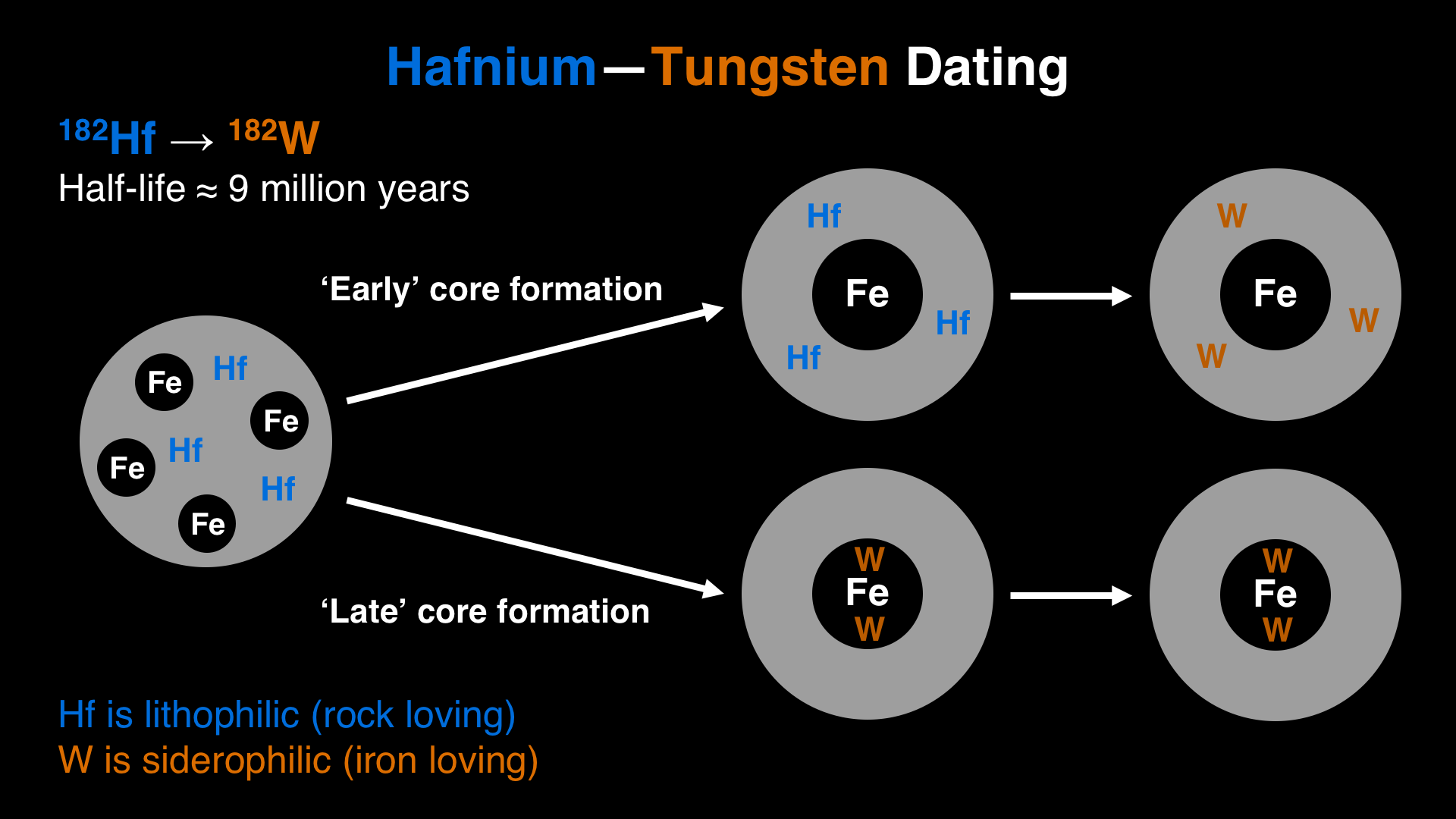
Pourquoi le système hafnium-tungstène permet de dater la formation du noyau d'une planète ou d'un astéroïde.

Lors de leur formation, les astéroïdes et les planètes ne sont pas stratifiés en croûte, manteau et noyau (on dit qu'ils sont indifférenciés). Quand un objet céleste se différencie, les matériaux denses (principalement le fer métal) se séparent des composants plus légers et s'écoulent vers l'intérieur, formant le noyau. L'hafnium étant lithophile, l'hafnium 182 reste dans les couches externes (croûte et manteau).
- Si la différenciation se produit relativement tôt, l'hafnium 182 n'a pas eu le temps de beaucoup se désintégrer en tungstène 182 : présent dans les couches externes, il se désintègre ensuite en tungstène 182, augmentant ainsi ε(182W) dans leurs roches.
- Si au contraire elle se produit relativement tard, la majeure partie de l'hafnium 182 s'est déjà désintégrée en tungstène 182 et cet isotope, le tungstène étant modérément sidérophile, s'écoule en grande partie vers l'intérieur avec le fer ; peu de tungstène 182 se forme ensuite dans les couches externes.

Ainsi, la valeur de ε(182W) dans les roches de la croûte et du manteau permet d'estimer l'âge de la différenciation.

### Âges modèles
Pour déduire l'âge de formation du noyau d'un objet céleste de la composition isotopique du tungstène d'un échantillon de son manteau ou de son noyau, il faut connaître la composition de l'objet. Comme on ne dispose pas d'échantillons du noyau de la Terre ni d'aucun autre objet différencié intact, on ne peut pas mesurer leur composition globale mais on admet qu'elle est voisine de celle des chondrites, des météorites indifférenciées,. L'hafnium et le tungstène étant tous deux des éléments réfractaires, il ne devrait pas se produire de fractionnement entre l'hafnium et le tungstène lors de l'échauffement de l'objet céleste pendant ou après sa formation. Un « âge modèle » de la formation du noyau est donné par la formule :
{\displaystyle t={\frac {1}{\lambda }}\ln \left[{\frac {\epsilon (^{182}\mathrm {W} )_{\mathrm {ch} }-\epsilon _{0}(^{182}\mathrm {W} )}{\epsilon (^{182}\mathrm {W} )_{\text{éch}}-\epsilon (^{182}\mathrm {W} )_{\mathrm {ch} }}}f_{\mathrm {Hf/W} }\right]}
où λ désigne la constante de désintégration de l'hafnium 182 (0,078 ± 0,002 Ma−1). Les valeurs de ε(182W) sont mesurées dans l'échantillon (indice « éch ») et dans les chondrites (indice « ch »), et le facteur {\displaystyle f_{\mathrm {Hf/W} }} tient compte de la différence d'abondance de l'hafnium entre l'échantillon et les chondrites :
{\displaystyle f_{\mathrm {Hf/W} }={\frac {(^{180}\mathrm {Hf} /^{184}\mathrm {W} )_{\text{éch}}}{(^{180}\mathrm {Hf} /^{184}\mathrm {W} )_{\mathrm {ch} }}}-1}.